# Camellia pyxidiacea
Camellia pyxidiacea är en tvåhjärtbladig växtart som beskrevs av Z.R. Xu, F.P. Chen och C.Y. Deng. Camellia pyxidiacea ingår i släktet Camellia och familjen Theaceae. Utöver nominatformen finns också underarten C. p. rubituberculata.